# Campeonato Africano de Atletismo de 2022 - 3000 m com obstáculos feminino
A prova dos 3000 metros com obstáculos feminino do Campeonato Africano de Atletismo de 2022 foi disputada entre no dia 12 de junho, no Complexo Esportivo Nacional Cote d'Or, em Saint Pierre, na Maurícia.

## Recordes
Antes desta competição, os recordes mundiais e do campeonato nesta prova eram os seguintes:
|                       | Nome               | Nacionalidade | Tempo     | Local  | Data                |
| --------------------- | ------------------ | ------------- | --------- | ------ | ------------------- |
| Recorde mundial       | Beatrice Chepkoech | Quênia        | 8m 44s 32 | Mónaco | 20 de julho de 2018 |
| Recorde do campeonato | Beatrice Chepkoech | Quênia        | 8m 59s 88 | Asaba  | 5 de agosto de 2018 |
| Recorde africano      | Beatrice Chepkoech | Quênia        | 8m 44s 32 | Mónaco | 20 de julho de 2018 |

## Medalhistas
| Ouro                   | Prata                  | Bronze             |
| Werkuha Getachew (ETH) | Zerfe Wondmagegn (ETH) | Caren Chebet (KEN) |

## Cronograma
Todos os horários são locais (UTC+4). 
| Data        | Hora  | Evento |
| ----------- | ----- | ------ |
| 12 de junho | 15:00 | Final  |

## Resultado final
A final ocorreu dia 12 de junho às 15:00.
| Posição           | Atleta           | Nacionalidade | Tempo    | Notas |
| ----------------- | ---------------- | ------------- | -------- | ----- |
| Medalha de ouro   | Werkuha Getachew | Etiópia       | 9:36.81  |       |
| Medalha de prata  | Zerfe Wondmagegn | Etiópia       | 9:41.37  |       |
| Medalha de bronze | Caren Chebet     | Quênia        | 9:43.64  |       |
| 4                 | Edinah Chepkemoi | Quênia        | 9:44.21  |       |
| 5                 | Ikram Ouaziz     | Marrocos      | 9:53.06  |       |
| 6                 | Fancy Cherono    | Quênia        | 10:06.62 |       |

Legenda
| Recorde mundial       | Recorde mundial (World record)               |                       | Recorde africano                      | Recorde africano (African) |                                           | Q | Classificado por posição (Qualified) |
| Recorde do campeonato | Recorde do campeonato (Championship record)  | Recorde da América    | Recorde da América (Americas)         | q                          | Classificado por melhor tempo (Qualified) |   |                                      |
| Melhor marca do ano   | Melhor marca do ano (World leading)          | Recorde asiático      | Recorde asiático (Asian)              | DNS                        | Não largou (Did not start)                |   |                                      |
| Recorde nacional      | Recorde nacional (National record)           | Recorde europeu       | Recorde europeu (European)            | DNF                        | Não terminou (Did not finish)             |   |                                      |
| Recorde pessoal       | Recorde pessoal do atleta (Personal best)    | Recorde da Oceania    | Recorde da Oceania (Oceania)          | DSQ / DQ                   | Desclassificado (Disqualified)            |   |                                      |
| Recorde da temporada  | Recorde da temporada do atleta (Season best) | Recorde sul-americano | Recorde sul-americano (South America) | NM                         | Sem marca (No mark)                       |   |                                      |